# Naturparks in Afrika

## Naturparks in Afrika nach Regionen sortiert

### NordafrikanischeStaaten
- Ägypten
  - Wildtierreservat Abu Galum
  - Schutzgebiet Ahrasch
  - Naturreservat Aschtum el-Gamil
  - Gebel-Elba-Nationalpark
  - El Hassana Dome
  - Burullus-See
  - Lake Qarun Wetland am Qarun-See
  - Meeresschutzgebiet Nabq
  - Nile Islands
  - Schutzgebiet Omayed
  - Petrified Forest Protected Area
  - Ras-Mohammed-Nationalpark
  - Wildtierreservat Saluga & Ghazal
  - Sannur-Höhle
  - Nationalpark St. Catherine
  - Wildtierreservat Taba
  - Naturreservat Wadi Alaqi
  - Wildtierreservat Wadi Digla
  - Wadi-al-Gamal-Nationalpark
  - Naturreservat Wadi er-Rayan, auch: Wadi al-Rajan
  - Naturreservat Wadi el-Assuti
  - Nationalpark Weiße Wüste (as-Sahra al-baida)
  - Schutzgebiet Zaranik
- Algerien
  - Nationalpark El-Kala
  - Nationalpark Tassili N'Ajjer im Tassili n'Ajjer
- Kanarische Inseln (gehören zu Spanien)
- Libyen
- Marokko
  - Nationalpark Souss Massa
- Mauretanien
  - Nationalpark Banc d’Arguin
  - Nationalpark Diawling
- Sudan
  - siehe Nationalparks in Sudan
- Tunesien
  - Nationalpark Bou-Hedma
  - Nationalpark Boukornine
  - Nationalpark Chaambi
  - Nationalpark Feija
  - Nationalpark Ichkeul
  - Nationalpark Jbil
  - Nationalpark Sidi Toui
  - Nationalpark Zembra
- Westsahara (von Marokko besetzt)

### OstafrikanischeStaaten
- Äthiopien
  - siehe Nationalparks in Äthiopien
- Burundi
- Dschibuti
- Eritrea
- Kenia
  - siehe Nationalparks in Kenia
- Komoren
- Madagaskar
  - siehe Nationalparks in Madagaskar
- Mauritius
- Mayotte (frz. Collectivité départementale)
- Ruanda
  - Akagera-Nationalpark
  - Parc National des Volcans
- Réunion (frz. Überseedépartement)
  - Nationalpark Réunion
- Seychellen
- Somalia
  - Nationalpark Kismayu
  - Nationalpark Hargeysa
- Somaliland (Status der Anerkennung: de facto)
- Tansania
  - siehe Nationalparks in Tansania
- Uganda
  - siehe Nationalparks in Uganda

### ZentralafrikanischeStaaten
- Äquatorialguinea
  - Nationalpark Monte Alén
  - Rio Campo Naturreservat
- Gabun
  - Nationalpark Akanda
  - Nationalpark Batéké-Plateau
  - Nationalpark Monts Birougou
  - Crystal Mountains National Park
  - Nationalpark Ivindo
  - Loango-Nationalpark
  - Nationalpark Lopé
  - Nationalpark Mayumba
  - Nationalpark Minkébé
  - Nationalpark Moukalaba-Doudau
  - Nationalpark Mwangné
  - Nationalpark Pongara
  - Nationalpark Waka
- Kamerun
  - Bénoué-Nationalpark
  - Bouba-Ndjida-Nationalpark
  - Boumba-Bek-Nationalpark
  - Campo-Ma’an-Nationalpark
  - Faro-Nationalpark
  - Kalamalou-Nationalpark
  - Lobéké-Nationalpark
  - Mbam-Djerem-Nationalpark
  - Mozogo-Gokoro-Nationalpark
  - Nki-Nationalpark
  - Waza-Nationalpark
  - Korup-Nationalpark
  - Takamanda-Nationalpark
  - Banyang-Mbo-Naturschutzreservat
- Demokratische Republik Kongo (ehemals Zaire)
  - Reservat Epulu
  - Nationalpark Garamba
  - Nationalpark Kahuzi-Biéga
  - Nationalpark Kundelungu
  - Nationalpark Maiko
  - Okapi-Wildtierreservat
  - Nationalpark Upemba
  - Nationalpark Salonga
  - Nationalpark Virunga oder Albert-Nationalpark
- Republik Kongo
  - Nationalpark Conkouati-Douli
  - Nationalpark Nouabalé-Ndoki
  - Nationalpark Odzala
  - Nationalpark Ougoue-Lekiti
- São Tomé und Príncipe
- Tschad
  - Wildtierreservat Binder-Léré
  - Naturschutzgebiet Ouadi Rimé–Ouadi Achim
  - Naturschutzgebiet Fada Archei
  - Nationalpark Manda
  - Nationalpark Zakouma
- Zentralafrikanische Republik
  - Nationalpark André-Félix
  - Nationalpark Manovo-Gounda Saint Floris
  - Nationalpark Bamingui-Bangoran
  - Reservat Dzanga Sangha
  - Wildtierreservat Nana Barya

### WestafrikanischeStaaten
- Benin
  - Nationalpark Pendjari
  - Nationalpark W
- Burkina Faso (früher Obervolta)
  - siehe Naturschutzgebiete in Burkina Faso
- Elfenbeinküste
  - Nationalpark Marahoué
  - Nationalpark Comoé
  - Nationalpark Taï
  - Nationalpark Mont Péko
  - Nationalpark Azagny
  - Nationalpark Banco
  - Naturschutzgebiet Nimba-Berge
  - Reservat Aboukuamekro
  - Nationalpark Îles Ehtoilé
  - Nationalpark Mont Sangbé
- Gambia
  - siehe Liste der Schutzgebiete in Gambia
- Ghana
  - siehe Nationalparks in Ghana
  - Owabi-Wildtierreservat
  - Mole-Nationalpark
  - Kujani Game Reserve
  - Shai-Wildtierreservat
  - Bui-Nationalpark
  - Kyabobo-Nationalpark
- Guinea
  - Nationalpark Haut Niger
- Guinea-Bissau
- Kap Verde
- Liberia
  - Nationalpark Sapo
- Mali
  - Boucle du Baoulé
- Senegal
  - Nationalpark Djoudj
  - Nationalpark Basse-Casamance
  - Nationalpark Langue de Barbarie
  - Nationalpark Îles de la Madeleine
  - Nationalpark Niokolo-Koba
  - Nationalpark Delta du Saloum
- Sierra Leone
  - siehe Naturschutzgebiete in Sierra Leone
- Niger
  - Nationalpark W
- Nigeria
  - Nationalpark Tschadbecken
  - Cross-River-Nationalpark
  - Gashaka-Gumti-Nationalpark
  - Kainji-Nationalpark
  - Kamuku-Nationalpark
  - Ogba Zoo
  - Okomu-Nationalpark
  - Old-Oyo-Nationalpark
  - Yankari Game Reserve
- Togo
  - Nationalpark Fazao-Malfakassa
  - Nationalpark Kéran
  - Fosse aux Lions

### Staaten imSüdlichen Afrika
- Angola
  - Wildreservat Ambriz
  - Nationalpark Bicuari
  - Nationalpark Cameia
  - Nationalpark Cangandala
  - Nationalpark Iona
  - Nationalpark Kissama
  - Nationalpark Luenge
  - Nationalpark Luiana
  - Nationalpark Longa-Mavinga
  - Nationalpark Mucusso
  - Nationalpark Mupa
  - Wildreservat Namibe
  - Nationalpark Quiama
- Botswana
  - siehe Naturschutzgebiete in Botswana
- Lesotho
- Malawi
  - siehe Nationalparks in Malawi
- Mosambik
  - Nationalpark Gile
  - Nationalpark Gorongosa
  - Nationalpark Limpopo
  - Nationalpark Zinave
- Namibia
  - siehe Naturschutzgebiete in Namibia
- Sambia
  - siehe Nationalparks in Sambia
- Simbabwe
  - siehe Nationalparks in Simbabwe
- Südafrika
  - siehe Liste der Nationalparks in Südafrika
- Eswatini
  - Malolotja-Nationalpark
  - Mlawula-Nationalpark
  - Mlilwane Wildlife Sanctuary
  - Mantenga-Nationalpark
  - Hawane-Nationalpark